# Fryderyk Wilhelm (książę Saksonii-Meiningen)
Friedrich Wilhelm (ur. 16 lutego 1679 w Ichtershausen, zm. 10 marca 1746 w Meiningen) – książę Saksonii-Meiningen. Pochodził z rodu Wettynów. Jego władztwo było częścią Świętego Cesarstwa Rzymskiego Narodu Niemieckiego.
Urodził się jako drugi żyjący syn księcia Saksonii-Meiningen Bernarda I i jego pierwszej żony księżnej Marii Jadwigi Hesse-Darmstadt. Na tron wstąpił po bezpotomnej śmierci bratanka – księcia Karola Fryderyka.
Zmarł bezżennie i bezdzietnie. Jego następcą został przyrodni brat – książę Antoni Ulryk.